# Alwin Oppel

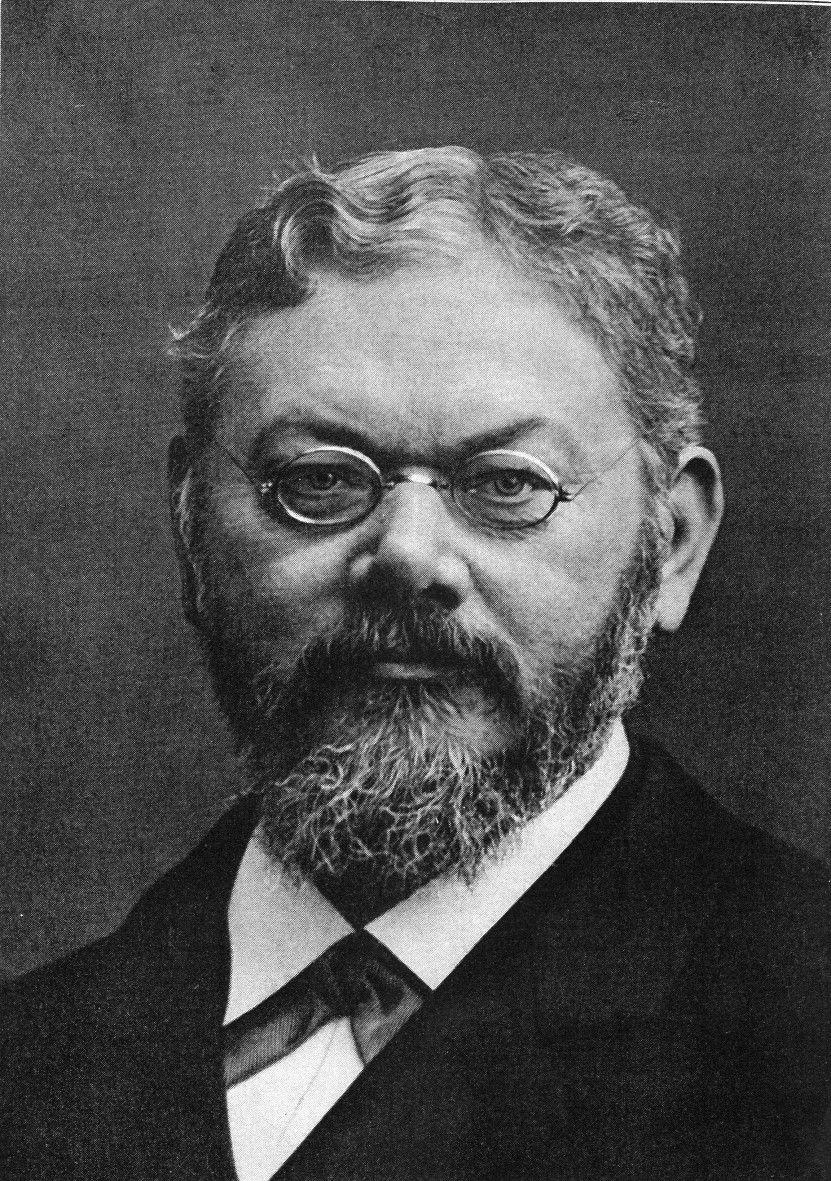
Alwin Oppel, 1910

Edmund Alwin Guido Oppel (* 31. März 1849 in Münchengosserstädt/Thüringen; †  8. November 1929 in Rockwinkel/Bremen) war ein deutscher Wirtschafts- und Schulgeograph.

## Leben
Alwin Oppel wurde als Sohn des Lehrers Georg Andreas Oppel in dem kleinen ostthüringischen Ort Münchengosserstädt geboren. Nach Umzug der Familie besuchte er das Gymnasium Rudolstadt. Von 1869 bis 1872 studierte er in Leipzig alte Sprachen, Deutsch und Geschichte. Als Freiwilliger nahm er an der Belagerung von Paris teil, wo er 1870 schwer verwundet wurde. Nach seiner Wiederherstellung fand er eine Hauslehrerstelle in Elberfeld, wo der nachmalige Reichsminister und Reichsgerichtspräsident Walter Simons sein Zögling war.
Nachdem Oppel in Leipzig Promotion und Staatsexamen absolviert hatte, war er von 1874 bis 1879 am Nicolaigymnasium in Leipzig als Lehrer tätig. Auf Wunsch des Direktors sollte er auch Geographieunterricht erteilen. Deshalb besuchte Oppel nebenbei einschlägige Vorlesungen an der Universität Leipzig, z. B. an dem erst 1871 für Oscar Peschel neu eingerichteten Lehrstuhl für Geographie. Bis dahin hatte sich Oppel als Altphilologe verstanden, sah dann aber in der Geographie eine vollgültige Wissenschaft und nicht nur einen Wissensstoff, wie er selbst in seinen Erinnerungen notierte.
Bereits 1878 hat Oppel seine erste geographische Arbeit veröffentlicht, in der er sich mit der Lösstheorie des Ferdinand Freiherr von Richthofen befasste. Ostern 1879 siedelte Oppel nach Bremen über, weil an der dortigen Hauptschule (später Handelsschule und dann Realgymnasium) auch Geographieunterricht erteilt werden sollte. Neben diesem Fach unterrichtete er dort 38 Jahre lang besonders Latein, Deutsch sowie zeitweilig Chorgesang.

## Werk
In der Geographischen Gesellschaft in Bremen arbeitete Oppel im Vorstand mit, zog u. a. ein umfangreiches Vortragsprogramm auf und trug wesentlich zur Bremer Industrie- und Gewerbeausstellung 1890 sowie dem Deutschen Geographentag in Bremen 1895 bei. Zusammen mit Wilhelm Wolkenhauer gab er 1896–1917 die Deutschen Geographischen Blätter der genannten Gesellschaft heraus.
Alwin Oppel schrieb Artikel für viele Fachzeitschriften und Sammelwerke; ferner verfasste er eine Reihe eigener Bücher, die im Geographieunterricht Verwendung fanden. Wichtig waren ihm bildliche Darstellungen und Landkarten (als Wandkarten und in Büchern), da diese Mittel zu der Zeit erst wenig eingesetzt wurden. Von seinen zahlreichen Studienreisen ins Ausland ist die Reise nach Nordamerika zu erwähnen, die der Materialsammlung für sein 1902 erschienenes grundlegendes Werk „Die Baumwolle“ diente. Den Begriff „Landschaftskunde“ hat er mit dem gleichnamigen Werk von 1884 eingeführt.

## Familie
Alwin Oppel heiratete 1882 Amalie Baumann aus Herisau/Schweiz, Tochter des eidgenössischen Kantonsrats Johannes Baumann, nach dem Tod seiner ersten Frau. Er hatte insgesamt neun Kinder; die jüngste Tochter war die Worpsweder Malerin Lisel Oppel (1897–1960). Oppel schied nach einem Schlaganfall 1916 aus dem Schuldienst aus und verstarb 1929 mit 81 Jahren in Rockwinkel/Bremen. Das Familiengrab Oppel und derer v. Schaper (Schwiegersohn) befindet sich auf dem Friedhof Riensberg in Bremen.

## Ehrungen
- 1899 Ernennung zum Professor nach 25-jähriger Lehrtätigkeit durch den Bremer Senat.
- 1924 Ehrenmitglied der Geographischen Gesellschaft in Bremen.

## Werke (Auswahl)
- Quaestiones de Dialecto Theocritea. Dissertation. (Philosophische Fakultät  der Universität Leipzig) Druck G. Drugulin. Leipzig, 1874 (In digitalisierter Form von Google ins Internet gestellt; allerdings erscheinen die griechischen Worte des Originals nur in unverständlicher Form.)
- Die Löß-Theorie des Freiherrn von Richthofen und ihre Anwendung auf Europa. In: Die Grenzboten. Zeitschrift für Politik, Literatur und Kunst, Jg. 37, 1878, I. Band, S. 445–461
- zusammen mit Ludwig, Arnold [Pseudonym des Verlegers Arnold Hirt] (Hg.):  Ferdinand Hirt’s Geographische Bildertafeln. Ferdinand Hirt, Breslau:
  - I. Allgemeine Erdkunde, 1881 (1. Aufl.), 1896 (3. erw. Aufl.)
  - II. Typische Landschaften, 1882
  - III. 1. Völkerkunde von Europa, 1886
  - III. 2. Völkerkunde von Asien und Australien, 1887
  - III. 3. Völkerkunde von Afrika und Amerika, 1888
- zusammen mit Ludwig, Arnold [Pseudonym des Verlegers Arnold Hirt] (Hg.): F. Hirts Bilderschatz zur Länder- und Völkerkunde. Ferdinand Hirt & Sohn, Leipzig, 1894
- Landschaftskunde (erläuternder Text zu II. Typische Landschaften), Ferdinand Hirt, Breslau, 1884
- Fünfter deutscher Geographentag zu Hamburg. Carl Rocco, Bremen, 1885
- (Einzelbilder aus der Weltwirtschaft. Max Nößler. Bremen):
  - 1: Der Tabak in dem Wirtschaftsleben und der Sittengeschichte der Völker, 1890
  - 2: Der Reis. 1891
  - 3: Die Baumwolle in ihren verschiedenen Beziehungen zur Weltwirtschaft. 1891
  - 4: Die Wolle in Bezug auf Erzeugung, Verarbeitung und Handel. 1891
  - 5: Das Getreide und die Kartoffel in ihrer gegenwärtigen Bedeutung für das Völkerleben und die Weltwirtschaft. 1892
- Entstehung und Niedergang des spanischen Weltreiches und seines Kolonialhandels. Verlagsanstalt und Druckerei A.-G. (vormals J. F. Richter).  Hamburg. 1897
- Wirtschaftsgeographische Reise durch die Vereinigten Staaten [von 14. Mai bis 1. September 1898], durchgeführt im Auftrag der Geographischen Gesellschaft Bremen, in: Deutsche geographische Blätter, hrsg. v. der Deutschen geographischen Gesellschaft, Bremen, 1898, Band 21 (XXI), Heft 4, S. 175 ff., https://archive.org/details/deutschegeograp02bremgoog/page/n187
- Die Baumwolle nach Geschichte, Anbau, Verarbeitung und Handel, sowie nach ihrer Stellung im Volksleben und in der Staatswirtschaft. Duncker & Humblot, Leipzig, 1902
- Natur und Arbeit. Eine allgemeine Wirtschaftskunde. (2 Bände). Bibliographisches Institut. Leipzig, Wien. 1904
- Landeskunde des Britischen Nordamerika. G.J. Göschen. Leipzig. 1906
- Wirtschaftsgeographie der Vereinigten Staaten von Nordamerika. Gebauer-Schwetschke. Halle a. Saale. 1907
- Die deutsche Textilindustrie. Entwicklung, Gegenwärtiger Zustand, Beziehungen zum Ausland und zur deutschen Kolonialwirtschaft. Duncker & Humblot, Leipzig, 1912
- (Angewandte Geographie. IV. Serie) Verlag von Heinrich Keller, Frankfurt a. M.:
  - 5/6. Heft: Die deutschen Seestädte, 1912
  - 9. Heft: Der Welthandel, 1914
- Allgemeine Wirtschaftskunde. Wohlfeile Ausgabe von „Natur und Arbeit“. (2 Bände). Bibliographisches Institut. Leipzig, Wien. 1914
- Die wirtschaftlichen Grundlagen der kriegführenden Mächte. Veit & Comp. Leipzig. 1915
- Kanada und die Deutschen. Heimat und Welt. Dresden. 1916

## Belege
1. 1 2  Schütz, Ernst Harald: Nachruf auf Alwin Oppel in Deutsche Geographische Blätter,  Band 40, Heft 1–3, 1930, S. 257–260, Bremen.
2. ↑  Herbert Abel: Kurzvita Alwin Oppel In: Wilhelm Lührs (Hrsg.): Bremische Biographie 1912-1962. Verlag H.M. Hauschild, Bremen  1969, S. 361–362.
3. ↑  Hans von Schaper: Alwin Oppel (1849–1929) – Wirken und Werk eines bremischen Geographen. 2020.

| Personendaten    | Personendaten                                  |
| ---------------- | ---------------------------------------------- |
| NAME             | Oppel, Alwin                                   |
| ALTERNATIVNAMEN  | Oppel, Edmund Alwin Guido (vollständiger Name) |
| KURZBESCHREIBUNG | deutscher Wirtschaftsgeograph, Schulgeograph   |
| GEBURTSDATUM     | 31. März 1849                                  |
| GEBURTSORT       | Münchengosserstädt                             |
| STERBEDATUM      | 8. November 1929                               |
| STERBEORT        | Rockwinkel/Bremen                              |